# Лисичкін В'ячеслав Ігорович
В'ячеслав Ігорович Лисичкін (народився 10 серпня 1980 у м. Мурманську, СРСР) — білоруський хокеїст, лівий нападник. Виступає за «Німан» (Гродно) в Білоруській Екстралізі. Майстер спорту.  
Виступає за «Німан» (Гродно) з серпня 1998 року.
Чемпіон Білорусі (1998, 1999), срібний призер (2011), бронзовий призер (2002). Срібний призер чемпіонату СЄХЛ (1998, 1999, 2001).